# 12411 Tannokayo
12411 Tannokayo è un asteroide della fascia principale. Scoperto nel 1995, presenta un'orbita caratterizzata da un semiasse maggiore pari a 2,3257936 UA e da un'eccentricità di 0,0779578, inclinata di 5,70916° rispetto all'eclittica.